# Josep Maria Castellet i Pont
Josep Maria Castellet i Pont   (Sabadell, 1879 - 1 de març de 1929) fou un periodista, poeta i escriptor, guanyador com a poeta de premis a diversos Jocs Florals.
Va estudiar a Olot i de jove va passar a residir a Barcelona, escrivint poesia durant les estones lliures que li deixava la tasca de funcionari de la duana. Va col·laborar amb el periòdic La Creu del Montseny, que dirigia mossèn Jacint Verdaguer. Va ser director del Diario Mercantil, redactor del Diario del Comercio, de Catalunya Artística i corresponsal de diversos periòdics madrilenys. Va ser anomenat director del Diari de Sabadell el dia 1 de novembre de 1919. Abans de ser-ho, feia tasques de corresponsalia del Diari de Sabadell a Barcelona. Va ser el director del diari fins a la seva mort. Va ser també vicepresident de l'Associació de la Premsa de Barcelona. Es va casar amb Carme González, i van ser pares de tres fills: Josep Maria, Manuel i Domènec.

## Obres
Va ser autor d'assajos, obres líriques i de teatre. Entre les seves obres podem indicar les següents:
- Lluita social, drama (Barcelona, Impremta de Salvador Bonavia, 1903), estrenat al Teatre Principal de Gràcia el 3 de desembre de 1903.[9]
- Tot a rodar!, monòleg en vers (Barcelona, Tipografia "La Acadèmica", 1897), estrenat al teatre de la Societat Apol·lo el 14 de febrer de 1897.
- Lo senyor Gutierrez, monòleg en vers (Barcelona, Vicens Martínez, 1899), estrenat el 20 de març de 1898 al Teatre del Foment de la Barriada de Sant Antoni.[10]
- Els hereus rics, quadret líric muntanyenc en un acte, musicat per Adrià Esquerrà (Barcelona, 1900).
- El camí dels pobres, drama (Barcelona, Impremta "La Catalana", 1905), estrenada el 6 de maig de 1905.[11]
- Pirineus, recull de poesies (1917).[12]
- Catalunya: impressions de viatge (Sabadell, Tipografia Ribera, 1921).
- Boira esquinçada, bon sol de festa, novel·la (Bosch, 1928?).
- El aspecto social de la reforma interior de Barcelona, assaig (en castellà).
- La segona ciutat, assaig.